# Pontcarral, colonel d'Empire
Pour plus de détails, voir Fiche technique et Distribution.
Pontcarral, colonel d'Empire est un film français de Jean Delannoy, sorti en 1942, d'après le roman Pontcarral d'Albéric Cahuet (1937).

## Synopsis
Récit des hauts faits de résistance du colonel Pierre Pontcarral, hussard, et de ses amours.

## Fiche technique
- Titre : Pontcarral, colonel d'Empire
- Réalisation : Jean Delannoy
- Scénario : Albéric Cahuet, Bernard Zimmer
- Décors : Serge Pimenoff
- Costume : Georges Annenkov
- Image : Christian Matras
- Montage : Jeannette Berton
- Musique : Louis Beydts
- Producteur : Raymond Borderie (Pathé Cinéma)
- Format : 35 mm
- Durée : 125 minutes
- Dates de sortie : 
  - France : 30 novembre 1942 (Angoulême)
  - France : 11 décembre 1942 (Paris)
- Affiche : Jean Mascii (France)

## Distribution
- Pierre Blanchar : le colonel-baron Pierre Pontcarral
- Annie Ducaux : Garlone de Ransac
- Suzy Carrier : Sibylle de Ransac
- Charles Granval : le marquis Amédée de Ransac
- Jean Marchat : Hubert de Rozans
- Simone Valère : Blanche de Mareilhac
- Charlotte Lysès : Mme de Mareilhac, la mère de Blanche
- Jacques Louvigny : M. de Mareilhac, le père de Blanche
- Madeleine Suffel : Marthe, la femme de chambre des filles de Ransac
- Marcel Delaître : Austerlitz
- Alexandre Rignault : le facteur
- Raymond Destac : Trochard, le charcutier
- Lucien Nat : Garron
- Guillaume de Sax : le général
- André Carnège : le procureur du Roy
- Renée Thorel : Mme de Saint-Sory
- Marthe Mellot : la vieille dame qui joue
- Jean Joffre : l'aubergiste
- Henry Richard : un déménageur
- Gaston Mauger : un déménageur
- Louis Blanche : un déménageur
- Léonce Corne : l'huissier
- Léon Larive : le notaire
- Marc Dolnitz : Toni
- Georges Bever : le valet de pied
- Jean Morel : le commissaire
- Paul Barge : un aristocrate chez les de Ransac
- Roger Vincent : le prêtre qui marie Pontcarral
- Léon Daubrel : le roi Louis-Philippe
- Jean Chaduc : Frédéric Chopin
- Alberte Bayol : George Sand
- Georges Lequesne : Alfred de Musset
- Robert Christidès : Alexandre Dumas
- Marc Dantzer : Franz Liszt

## Accueil par les critiques
- Gaston Sorbets le 15 décembre 1942 dans L'Illustration : Le film « fait par le déroulement de son dialogue et de ses images, revivre une période de notre histoire riche en caractères curieux et en nobles décors, et il émeut par tout ce qui s'en dégage en humanité profonde. Il se déroule selon une progression intense (...). Il y a là un dénouement qui eût été, en toutes circonstances, assez exaltant ; il est superflu de souligner qu'il prend maintenant une signification poignante[1] ».

Jean-Pierre Bertin-Maghit dans la notice, ici condensée, qu'il consacre à ce long métrage dans Le Guide des films, écrit que le réalisateur mit en valeur le héros intransigeant et incorruptible qui ne plie pas face au pouvoir de Louis XVIII et de Charles X. Pendant l’occupation de la France par l'Allemagne, la censure allemande accorda le visa de sortie mais coupa quelques phrases dont « Il est temps de sortir la France de ses humiliations, de rendre à son drapeau, notre drapeau, un peu de gloire » et « Sous un tel régime, c'est un honneur que d'être condamné ». Lors de la séquence finale qui montre le défilé du régiment du XVe hussards commandé par Pontcarral qui part pour participer à la conquête de l'Algérie, le public, par empathie, applaudissait la scène qui permettait d'exprimer son nationalisme exacerbé par l'occupant.